# Kurt Ohff
Kurt Ohff (* 26. Oktober 1906 in Kiel; † 14. Dezember 1969) war ein deutscher Politiker (parteilos).

## Leben und Beruf
Ohff war Rechtsanwalt von Beruf. Danker und Lehmann-Himmel charakterisieren ihn, der nicht der NSDAP beitrat, in ihrer Studie über das Verhalten und die Einstellungen der Schleswig-Holsteinischen Landtagsabgeordneten und Regierungsmitglieder der Nachkriegszeit in der NS-Zeit als „angepasst-ambivalent“.

## Abgeordneter
Ohff gehörte 1946 dem ersten ernannten Landtag von Schleswig-Holstein an. Obwohl parteilos, schloss er sich der CDU-Fraktion als Hospitant (Gast) an. Vom 7. Mai 1946 bis zum Ende der Legislaturperiode war er stellvertretender Vorsitzender des Landesplanungsausschusses.